# Gary Trent Jr.
Gary Dajaun Trent Jr. (Ohio, 18 de janeiro de 1999) é um jogador norte-americano de basquete profissional que atualmente joga no Milwaukee Bucks da National Basketball Association (NBA).
Ele jogou basquete universitário pelo Duke Blue Devils e foi selecionado pelo Sacramento Kings como a 37ª escolha geral no draft da NBA de 2018.

## Primeiros anos
Gary é filho de Gary Trent, um ex-jogador profissional de basquete. Ele tem três irmãos chamados Garyson, Grayson e Graydon. O seu pai jogou na Universidade de Ohio, passou nove anos na NBA no Portland Trail Blazers, Toronto Raptors, Dallas Mavericks e no Minnesota Timberwolves e também jogou na Europa.
Trent Jr. estudou na Apple Valley High School em Apple Valley, Minnesota. Em seu segundo ano, ele teve média de 21,5 pontos. 
Em seu terceiro ano, ele teve médias de 26,4 pontos e 5,8 rebotes. Ele ganhou o Prêmio de Jogador do Ano de Minnesota, foi nomeado para a Primeira-Equipe de Minneapolis e foi eleito para o All-American pela Maxpreps. Ele teve média de 22,2 pontos no Nike EYBL Circuit.
Antes de seu último ano, Trent Jr. decidiu se transferir para a Prolific Prep Academy em Napa, Califórnia. Ele teve médias de 31,8 pontos, 6,4 rebotes e 3,8 assistências, levando seu time a um recorde geral de 29-3. Após seu último ano, ele foi selecionado para jogar no Jordan Brand Classic e no McDonald's All-American Boys Game de 2017.

### Recrutamento
Trent Jr. foi classificado como um recruta de cinco estrelas e foi considerado um dos melhores jogadores da turma do ensino médio de 2017 pelo Scout.com, Rivals.com e pela ESPN. Ele foi classificado como o 7° melhor jogador e o melhor Ala-armador na turma do ensino médio de 2017.
| Nome | Cidade Natal                                  | Escola/Universidade | Altura             | Peso           | Data da revisão        |
| --- | --------------------------------------------- | ------------------- | ------------------ | -------------- | ---------------------- |
| Gary Trent Jr. SG | Napa, CA                                      | Prolific Prep (CA)  | 6 ft 5 in (1.96 m) | 213 lb (97 kg) | 10 de Novembro de 2016 |
| Gary Trent Jr. SG | Recrutamento: Rivais: Scout: 247sports: ESPN: |                     |                    |                |                        |
| Classificação geral de novatos: Scout: 12º \| Rivals: 13º \| 247sports: 10º \| ESPN: 7º |                                               |                     |                    |                |                        |
| - Nota: Em muitos casos, Scout, Rivals, 247Sports e ESPN podem entrar em conflito em suas listas de altura e peso, nestes casos, a média foi obtida. A ESPN mede os calouros numa escala de 0 a 100. - Fonte: |                                               |                     |                    |                |                        |

## Carreira universitária
Em 10 de novembro de 2016, Trent Jr. se comprometeu com a Universidade Duke e assinou sua carta de intenções no mesmo dia.
Em 9 de dezembro de 2017, Trent Jr. marcou 25 pontos em uma derrota por 89-84 contra Boston College, nesse jogo ele empatou o recorde de mais arremessos de 3 pontos feitos por um calouro (6). Em 13 de janeiro de 2018, apesar de lutar contra uma gripe, ele marcou 19 pontos na vitória sobre Wake Forest. Na vitória contra Miami em 15 de janeiro, Trent marcou 30 pontos. Em 22 de janeiro de 2018, Trent foi nomeado Co-Jogador e Novato da Semana da Atlantic Coast Conference. Em 29 de janeiro de 2018, ele marcou um duplo-duplo de 22 pontos e 10 rebotes na vitória por 88-66 contra Notre Dame.
No Torneio da ACC, Trent Jr. registrou 20 pontos e 6 rebotes na derrota por 74-69 nas semifinais contra Carolina do Norte.
Após a derrota de Duke no Torneio da NCAA de 2018, Trent anunciou sua intenção de renunciar às três últimas temporadas de elegibilidade universitária e se declarar para o Draft da NBA de 2018, onde se esperava que fosse uma seleção de primeira rodada.

## Carreira profissional

### Portland Trail Blazers (2018–2021)

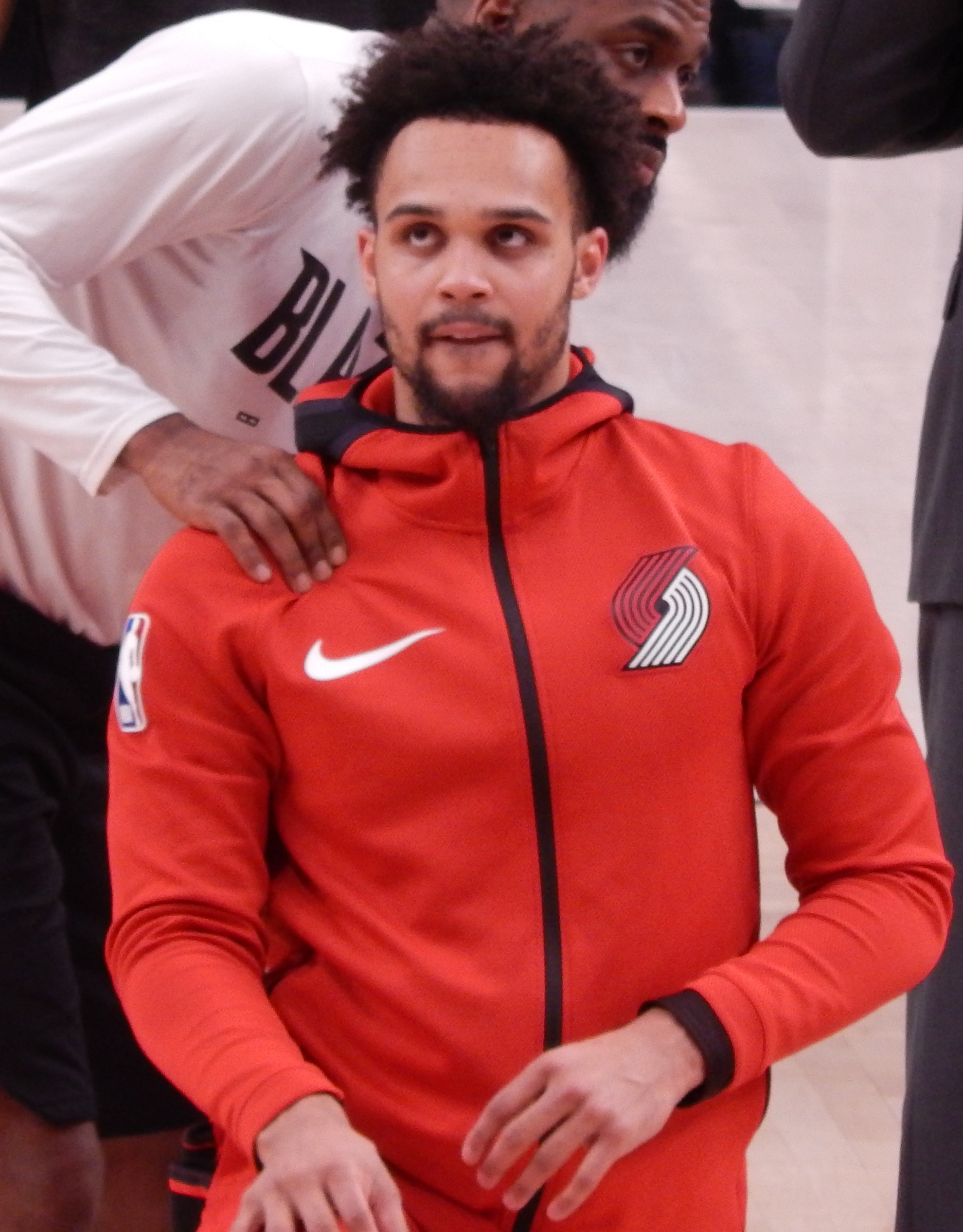
Trent jogando pelo Portland Trail Blazers em 2019

Em 21 de junho de 2018, Trent Jr. foi selecionado pelo Sacramento Kings como a 37ª escolha geral no Draft de 2018. Ele foi posteriormente negociado para o Portland Trail Blazers. Trent assinou um contrato de três anos e US$ 3.9 milhões com o Trail Blazers em 6 de julho. Ele marcou 16 pontos em sua estreia na Summer League contra o Utah Jazz.
Em 21 de janeiro de 2019, os Blazers mandaram Trent para o seu afiliado na G-League, o Texas Legends.
Em 18 de janeiro de 2020, Trent registrou 30 pontos, cinco rebotes, três roubos de bola, uma assistência e um bloqueio em uma derrota por 106-119 para o Oklahoma City Thunder.

### Toronto Raptors (2021–2024)
Em 25 de março de 2021, o Toronto Raptors adquiriu Trent Jr. e Rodney Hood em uma troca por Norman Powell. Em 10 de abril, ele marcou 44 pontos na vitória por 135-115 sobre o Cleveland Cavaliers.
Em 2 de agosto de 2021, Trent Jr. assinou um contrato de 3 anos e US$ 54 milhões com os Raptors. Em 25 de janeiro de 2022, Trent Jr. marcou 32 pontos na vitória por 125-113 contra o Charlotte Hornets. Em 26 de janeiro, ele marcou 32 pontos em um jogo contra o Chicago Bulls.
Em um jogo de prorrogação tripla disputado em 29 de janeiro, Trent Jr. marcou 33 pontos na vitória por 124-120 sobre o Miami Heat. Em 31 de janeiro, Trent Jr. marcou 31 pontos e fez 9 cestas de três, se juntando a Kyle Lowry como o único jogador dos Raptors a acertar mais de 5 bolas de três pontos em quatro jogos seguidos. Em 1º de fevereiro, Trent Jr. registrou seu quinto jogo consecutivo de 30 pontos, marcando 33 pontos na vitória por 110-106 sobre o Miami Heat, juntando-se a DeMar DeRozan como o único outro jogador dos Raptors a fazê-lo. Em 10 de fevereiro, ele marcou 42 pontos, o recorde da temporada, em uma vitória por 139-120 sobre o Houston Rockets. Em 11 de março, Trent Jr. empatou seu recorde da temporada com 42 pontos em uma vitória por 107–102 sobre o Phoenix Suns.
Em 20 de junho de 2023, Trent Jr. exerceu sua opção de jogador no valor de US$18.56 milhões para retornar aos Raptors para a temporada de 2023-24. Em 18 de dezembro de 2023, Trent Jr. conquistou seu primeiro duplo-duplo na carreira com 22 pontos e 10 rebotes em uma vitória por 114-99 contra o Charlotte Hornets.
Em 7 de março de 2024, Trent Jr. marcou sua maior pontuação da temporada com 30 pontos em uma derrota por 120-113 contra o Phoenix Suns. Em 5 de abril de 2024, ele ajudou os Raptors a quebrarem sua sequência de 15 derrotas consecutivas, marcando 31 pontos em uma vitória por 117-111 sobre o Milwaukee Bucks.

### Milwaukee Bucks (2024–Presente)
Em 20 de julho de 2024, Trent Jr. assinou um contrato de um ano e US$2.6 milhões com o Milwaukee Bucks.

## Estatísticas da carreira

### NBA

#### Temporada regular
| Ano      | Equipe   | PJ  | PT  | MPJ  | AP   | 3P   | LL   | RT  | AS  | BR  | TO | PPJ  |
| -------- | -------- | --- | --- | ---- | ---- | ---- | ---- | --- | --- | --- | -- | ---- |
| 2018–19  | Portland | 15  | 1   | 7.4  | .320 | .238 | .429 | .7  | .3  | .1  | .1 | 2.7  |
| 2019–20  | Portland | 61  | 8   | 21.8 | .444 | .418 | .822 | 1.6 | 1.0 | .8  | .3 | 8.9  |
| 2020–21  | Portland | 41  | 23  | 30.8 | .414 | .397 | .773 | 2.2 | 1.4 | .9  | .1 | 15.0 |
| 2020–21  | Toronto  | 17  | 15  | 31.8 | .395 | .355 | .806 | 3.6 | 1.3 | 1.1 | .2 | 16.2 |
| 2021–22  | Toronto  | 70  | 69  | 35.0 | .414 | .383 | .853 | 2.7 | 2.0 | 1.7 | .3 | 18.3 |
| 2022–23  | Toronto  | 66  | 44  | 32.1 | .433 | .369 | .839 | 2.6 | 1.6 | 1.6 | .2 | 17.4 |
| 2023–24  | Toronto  | 71  | 41  | 28.1 | .426 | .393 | .771 | 2.6 | 1.7 | 1.1 | .1 | 13.7 |
| Carreira | Carreira | 341 | 201 | 26.7 | .406 | .364 | .756 | 2.2 | 1.3 | 1.0 | .1 | 13.1 |

#### Play-In
| Ano      | Equipe   | PJ | PT | MPJ  | AP   | 3P   | LL   | RT  | AS  | BR  | TO  | PPJ |
| -------- | -------- | -- | -- | ---- | ---- | ---- | ---- | --- | --- | --- | --- | --- |
| 2020     | Portland | 1  | 0  | 35.1 | .500 | .333 | .500 | 3.0 | 1.0 | 5.0 | 2.0 | 8.0 |
| 2023     | Toronto  | 1  | 0  | 17.0 | .143 | .000 | –    | 2.0 | 1.0 | .0  | .0  | 2.0 |
| Carreira | Carreira | 2  | 7  | 26.0 | .321 | .166 | .500 | 2.5 | 1.0 | 2.5 | 1.0 | 5.0 |

#### Playoffs
| Ano      | Equipe   | PJ | PT | MPJ  | AP   | 3P   | LL   | RT  | AS  | BR  | TO | PPJ  |
| -------- | -------- | -- | -- | ---- | ---- | ---- | ---- | --- | --- | --- | -- | ---- |
| 2020     | Portland | 5  | 1  | 30.6 | .356 | .417 | .857 | 2.0 | .6  | .8  | .0 | 9.6  |
| 2022     | Toronto  | 6  | 6  | 33.2 | .378 | .333 | .895 | 1.8 | 1.3 | 1.0 | .5 | 15.3 |
| Carreira | Carreira | 11 | 7  | 31.9 | .367 | .375 | .876 | 1.9 | .9  | .9  | .2 | 12.4 |

### Universidade
| Ano     | Equipe | PJ | PT | MPJ  | AP   | 3P   | LL   | RT  | AS  | BR  | TO | PPJ  |
| ------- | ------ | -- | -- | ---- | ---- | ---- | ---- | --- | --- | --- | -- | ---- |
| 2017–18 | Duke   | 37 | 37 | 33.8 | .415 | .402 | .876 | 4.2 | 1.4 | 1.2 | .2 | 14.5 |

Fonte:

## Prêmios e Homenagem
NBA
- Campeão da Copa da NBA: 2024